# Bill Musselman
William Clifford (Bill) Musselman (13 de agosto de 1940 - 5 de maio de 2000) foi um treinador de basquetebol estadunidense. Treinou em diversas ligas, como National Collegiate Athletic Association, National Basketball Association e American Basketball Association. Uma de suas principais frases era: a derrota é pior que a morte, porque você tem que conviver com a derrota.

## Carreira
- 1963 - 1964 : Kent State University High School
- 1964 - 1971 : Ashland University (NCAA)
- 1971 - 1975 : Minnesota Golden Gophers (NCAA)
- 1975 - 1975[1] : San Diego Sails (ABA)
- 1975 - 1976 : Virginia Squires (ABA)
- 1978 - 1979 : Reno Bighorns (WBA)
- 1980 - 1981 : Cleveland Cavaliers (NBA)
- 1982 - 1983 : Cleveland Cavaliers (NBA)
- 1983 - 1983[2] : Sarasota Stingers (CBA)
- 1984 - 1987 : Tampa Bay Thrillers puis Rapid City Thrillers (CBA)
- 1987 - 1988 : Albany Patroons (CBA)
- 1988 - 1991 : Minnesota Timberwolves (NBA)
- 1993 - 1994 : Rochester Renegade (CBA)
- 1995 - 1999 : South Alabama Jaguars (NCAA)
- 1999 - 2000 : Portland Trail Blazers (NBA)

## Morte
Musselman foreu um acidente vascular cerebral em 30 de outubro de 1999 após o jogo contra o Phoenix Suns, na pré-temporada do Portland Trail Blazers. Musselman, que serviu como treinador principal após Mike Dunleavy ser expulso da quadra, entrou em colapso após deixar a arena.
Em abril de 2000, ele foi diagnosticado com amiloidose sistêmica primária, uma doença que produz uma proteína anormal que se acumula em tecidos e interfere com a função dos órgãos. Ele faleceu em 5 de maio de 2000, às 2h45, na idade de 59 anos em Rochester, Minnesota.